# Білоруська драматична майстерня

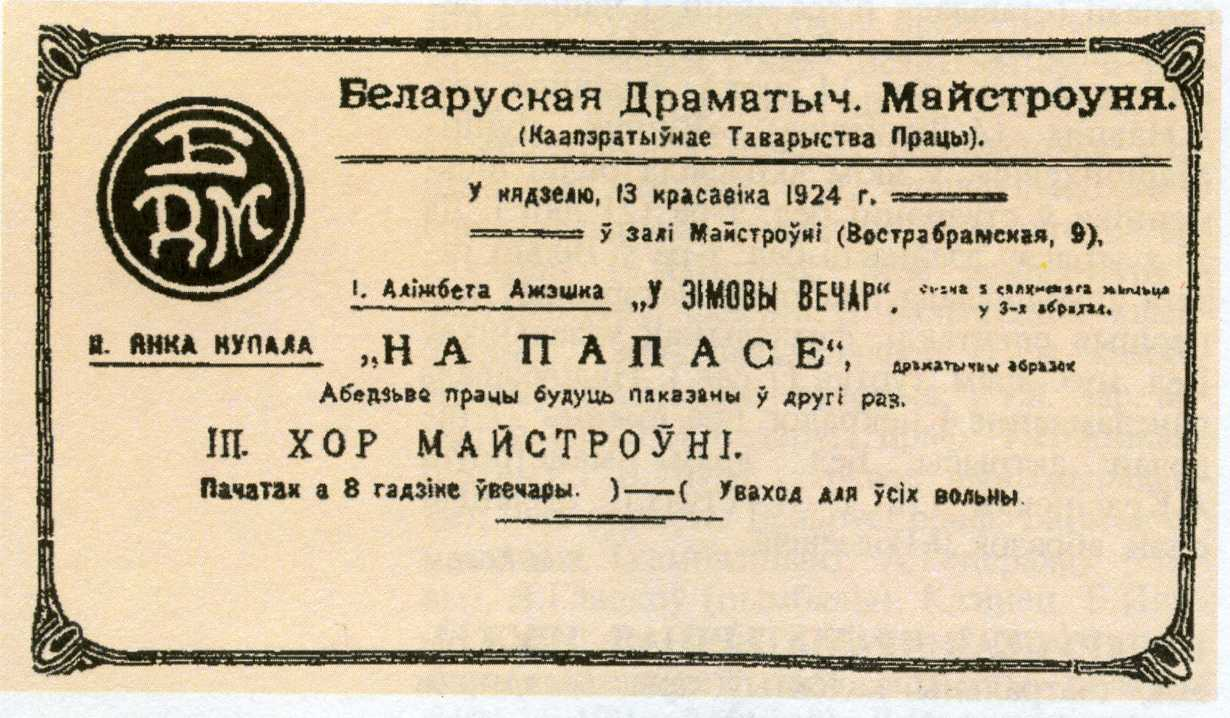
Афіша Білоруської драматичної майстерні

Білоруська драматична майстерня — аматорська театральна студія у Вільнюсі в 1922 — 1925 роках.
Мала спрямування на популяризацію білоруської театральної культури в Західній Білорусі, сприяла формуванню професійного театру. До її складу входили учні та викладачі Вільнюської білоруської гімназії. Голови — А. Канчевський, М. Красинський, А. Михалевич, Л. Родзевич. Репертуар характеризувався гострою соціальною спрямованістю: «На Палессі», «Раскіданае гняздо» Янки Купали, «Лес шуміць» Ф. Олехновича (за Володимиром Короленком), «Апошняе спатканне» В. Голубка. Програма включала виступ хору, танці, художнє читання білоруських віршів. Перестала існувати через репресії польської влади та фінансові труднощі.